# 雲林縣
雲林縣是中華民國臺灣省的縣，位於臺灣中部，西邊濱臨臺灣海峽，東邊以斗六丘陵與南投縣相隔，南邊以北港溪、石龜溪與嘉義縣相鄰，北邊以濁水溪與彰化縣相鄰，外有外傘頂洲。縣治及最大城市為斗六市，因行政區劃變更而成為台灣本島唯一不存在同名「市」的縣份，雲林縣內轄有1市5鎮14鄉，共有20個鄉鎮市。
雲林縣大部分位處臺灣西部的嘉南平原上，地形平坦，氣候溫和，主要產業為農漁業及糖業，為臺灣農業大縣之一，有「農業首都」之稱。在臺灣西部各縣市中其工商業規模較小，境內的第六套輕油裂解廠為臺灣規模最大的石化工業區，產值達2兆新臺幣，為雲林縣生產總額的主要部分，並約佔全臺灣GDP的一成。由於早期中央政府的重北輕南政策，以致該縣至今仍以臺灣糧倉及第六套輕油裂解廠為主要帶給人們的印象。地方特產方面，有文旦、柳丁、茂谷柑、雲頂茶、酸菜、西瓜、木瓜、甜瓜、軟枝楊桃、濁水溪米、醬油等，山區的古坑鄉則因盛產咖啡，而發展出古坑咖啡特色產業。

## 縣名緣由
雲林縣縣名之由來始於清治時期，清朝政府在嘉義縣與彰化縣之間設置新縣時，因縣城位在沙連堡林圯埔街（今南投縣竹山鎮）近郊的九十九崁雲林坪云林县旧城上，遂命名為雲林縣，但日後因第二任臺灣巡撫邵友濂認為縣城的位置太靠近內山，縣治西移至斗六門，之後進入日治時期後，「雲林」自1897年6月後不再作為行政區名，直到民國時期的1950年8月才重新設置雲林縣，但作為縣名由來的雲林坪則被劃歸為今天的南投縣竹山鎮雲林里的云林县旧城，使得「雲林」不在雲林縣境內。
根據連雅堂臺灣通史所云：「雲林縣始於建省之時，則為撫墾之計爾，先是光緒十三年，劃嘉義以北之地，經營新邑，擇治於林圯埔（今竹山鎮）之雲林坪（今竹山鎮雲林里）。故為雲林縣。」故可知於光緒十三年，臺灣建省時，設雲林縣，縣治則設於林圯埔雲林坪的云林县旧城。
而雲林坪之起源有兩說，一據連雅堂臺灣通史記載：「雲林坪為鄭氏部將林圯所闢，故曰雲林以旌其功」；一為日人地名學者安倍明義說：「雲林坪東界一帶，山峰毗連，入夜雲霧深濃，呈關閉森林的形勢，故名」。如此，雲林二字則取自『雲霧』、『森林』。而斗六雲林縣文獻委員會之顧問─文人吳景箕先生則引白居易之詩曰：「亂藤遮石壁，絕澗護雲林」的雲林象徵其根由。
「雲林」之為地名在歷史記載有兩處，一為林圯埔（今竹山鎮），一為斗六。而林圯埔於光緒十三年，設雲林縣治於此，建雲林縣城，為東西交通之要衝，故又稱前山第一城，因縣名大於地名，當時林圯埔曾改稱為雲林。光緒十九年，移治斗六，斗六於是又襲用雲林的名稱。到日治初期，雲林地方抗日事件之激烈，幾乎震撼全臺與日本，遂於第四任兒玉總督時期的明治三十五年（1902年），將引起日人慘痛回憶的雲林廢止，而設斗六廳。於戰後民國三十九年（1950年），調整行政區域，於是又恢復雲林縣。

## 歷史
雲林縣原為原住民平埔族及其他部落的聚居地。荷治時期，雲林為荷蘭東印度公司之海防要塞，並在此新開闢對中日鹿皮貿易的廣大獵場。:26相傳鄭氏時漳泉移民開始來此拓墾。:249
大清帝國光緒十三年（西元1887年）八月奉准正式建立臺灣省，之前臺灣曾經由福建省管轄，當時新任臺灣巡撫劉銘傳會同閩浙總督楊昌濬一起上奏給光緒帝的《臺灣郡縣添改撤裁摺》提到：

竊臣等於光緒十二年六月十三日，會奏臺灣改設事宜摺內，聲明彰化等縣
地輿太廣，亟需分治設官，奉旨：「該部議奏，欽此」。旋准部咨，議會酌
度情形奏明辦理等因。伏查臺灣疆域，南北相距七百餘里⋯⋯；如彰化、
嘉義、鳳山、新竹、淡水等縣，縱橫多至二、三百里，鞭長莫及，治化何由？且防務為治臺要領，轄境太廣，則耳目難周，控制太寬，則聲氣多
阻⋯⋯嘉義之東，彰化之南，自濁水溪始，石圭溪止，截長補短，方長約百餘里，擬添設一縣曰雲林縣。

光緒十三年（西元1887年）九月初八日皇帝同意此上疏，於是雲林縣成為臺灣府所轄四縣之一，縣治先設於林圯埔九十九崁上的雲林坪 (今南投縣竹山鎮)，並因縣治而得名，1893年縣治再移至斗六門。
日治初期併入臺灣縣。1901年廳制時期，先過渡為斗六廳，1909年再將轄內的林圯埔支廳（沙連堡、鯉魚頭堡）併入南投廳，而斗六廳則改劃嘉義廳，並分設為斗六、西螺、土庫、下湖口與北港支廳。1920年進入州制時期，嘉義廳被劃入臺南州，並改制為斗六郡、虎尾郡、北港郡。而林圯埔支廳隨南投廳劃入臺中州竹山郡，至此造就了「雲林」不在今雲林縣境內。
二次大戰後，國民政府曾提出《臺灣接管計劃綱要》重劃行政區域，曾計畫將虎尾郡、北港郡合併成立「北港縣」，斗六郡則與原臺中州的竹山郡、新高郡合併成立「斗六縣」，後因臺灣省行政長官公署認為該計畫不切實際，而另提出變更較小的臺灣行政區劃重劃草案，只將日治時期五州三廳改為八縣、所轄各郡改為區。1946年2月15日行政長官公署公布《臺灣省鄉鎮組織規程》，將臺南縣的斗六區、虎尾區、北港區劃立為雲林縣。1947年6月一度計畫改名「長溪縣」，最終未實行。
1950年，臺灣省政府再度即將調整行政區劃時，當時的臺中縣竹山區（原竹山郡）民眾從竹山與斗六的地理、歷史、文化、交通經濟、治安等層面考量，希望能將竹山區劃入雲林縣，由時任竹山鎮長陳博土、鹿谷鄉長林朝陽、臺中縣參議員鄭葆椿、林遲產、兩鄉鎮的農會學務理事楊昭璧、張四川、竹山中學校長陳紹寬、竹山電信局長吳林、竹山郵局長吳海魚以及兩鄉鎮的鄉鎮民代表等具名提出陳情。同年10月《臺灣省各縣市實施地方自治綱要》正式實施，將虎尾區、斗六區、北港區合設為一縣，曾再度計畫名為「斗六縣」，但最後決定以古縣名「雲林縣」做為縣名，而新設之雲林縣治當初則為斗六與虎尾兩鎮相爭，最後由斗六勝出，但地方法院設於虎尾以平息地方爭端；同時竹山區則劃入新成立的南投縣，但是竹山與斗六的密切關係，在此卻一覽無遺。

## 地理

### 位置
雲林位在臺灣中西部，東邊與南投縣為鄰，西邊隔著澎湖水道與澎湖縣相望，南邊以北港溪鄰接嘉義縣，北邊沿濁水溪和彰化縣接壤。雲林是臺灣本島唯一不與任何直轄市接壤的縣。

### 地形
雲林大部分地區為平坦遼闊的平原地形，虎尾溪以南為嘉南平原，以北為濁水溪沖積平原。東端與南投縣接壤處則地勢較高聳，屬於阿里山山脈。

### 水文
雲林縣境界和境內的河流包括濁水溪、新虎尾溪、舊虎尾溪、清水溪、石龜溪、北港溪（上游為虎尾溪），在1622年有歐亞大陸移民顏思齊、鄭芝龍等人在附近登陸開墾，清治雍正年間，閩籍的王玉成引引莊埤、打馬辰埤的灌溉設施到西螺店庄。
1780年（乾隆45年）西螺吳洽豐投資興建引西圳，引西螺溪（今濁水溪）水源。台灣日治時期與鹿場課圳合併。
1796年（嘉慶元年）西螺街三塊厝的王有成與其他富戶合資建建五百甲圳，後改名為鹿場課圳，引水自濁水溪。1903年（明治36年）加建設立中國子水門，後因濁水溪改道而廢置。
台灣日治時期，日人計畫興建斗六大圳和嘉南大圳，日本在第二次世界大戰戰敗，斗六大圳進度只進行到計畫完成，未到建設的地步。1947年，國民政府開始集資和利用美援興建斗六大圳，於林內鄉的濁水溪和清水溪交匯處設進水口，圳頭上刻有「中美合作」。圳頭與集集共同引水計畫的南岸聯絡渠道相接，灌溉範圍達雲林縣內的林內鄉、湖本村、斗六的楓樹湖、梅林里、古坑鄉、嘉義縣大林鎮。
由於濁水溪改道的問題，鹿場課圳的取水口也履次變動，簡易攔水壩常被沖毀，1995年（民國84年）完全斷水，改伴入南岸聯絡渠道，設引西圳專用水道。
雲林縣的農田水利相關業務由雲林農田水利會管理，2002年12月13日雲林農田水利會的農田水利文物陳列館建成，位於林內鄉濁水溪三號水門東側，占地超過2公頃，樓高三層，館內面積約350坪，包括多媒體簡報室、入口大廳區、現代水利展示室、文獻展示區、傳械水利票示室、農耕器具展示室、旋轉梯懷舊區等七個區域。
湖山水庫位於位於雲林縣斗六市及古坑鄉，可提供雲林地區灌溉、給水、發電、防洪等多樣功能。

### 氣候
雲林屬副熱帶季風氣候，年均溫攝氏22.6度，年均雨量1028.9毫米。

## 行政區劃與人口
民國39年（1950年）調整行政區域，將臺南縣斗六區的2鎮4鄉、虎尾區的3鎮6鄉及北港區的1鎮4鄉等20個鄉鎮合併獨立為雲林縣，縣治設於斗六鎮，轄6鎮、14鄉。民國七十年（1981年）斗六鎮升格為縣轄市，全縣轄有1市（斗六市）、5鎮（斗南鎮、虎尾鎮、西螺鎮、土庫鎮、北港鎮）、14鄉（古坑鄉、大埤鄉、莿桐鄉、林內鄉、二崙鄉、崙背鄉、麥寮鄉、東勢鄉、褒忠鄉、臺西鄉、元長鄉、四湖鄉、口湖鄉、水林鄉），共有20個鄉鎮市。
| 雲林縣行政區劃示意圖 |
| 麥寮鄉 臺西鄉 東勢鄉 崙背鄉 褒忠鄉 四湖鄉 口湖鄉 水林鄉 北港鎮 元長鄉 土庫鎮 虎尾鎮 二崙鄉 西螺鎮 大埤鄉 斗南鎮 莿桐鄉 林內鄉 古坑鄉 斗六市 |

生活圈、地域分劃上，在日治前期，大致分為斗六、土庫、西螺、北港、濱海五個地域；到日治後期，則分為北港、虎尾、斗六三大傳統地域。在六輕設立後，雲林縣政府《雲林縣綜合發展計畫通盤檢討》1993～2000年執行第一次計劃時，將縣內分為斗六、虎尾、麥寮、北港四個生活圈：
- 斗六生活圈：斗六、斗南、林內、古坑、莿桐
- 虎尾生活圈：虎尾、西螺、二崙、土庫、大埤
- 北港生活圈：北港、元長、四湖、水林、口湖
- 麥寮生活圈：麥寮、崙背、褒忠、東勢、台西

雲林縣每個生活圈各佔五個鄉鎮市；2012～2017年執行第二次計劃時，虎尾生活圈跟斗六生活圈合併為「環形城市」生活圈（環形意指斗南、斗六、虎尾、西螺四個城市）。

## 政治

### 縣政組織
雲林縣政府是雲林縣的最高行政機關，在中華民國政府架構中為縣自治的行政機關，同時負責執行中央機關委辦事項，雲林縣的自治監督機關為行政院各部會（主要為內政部）。縣長由全體縣民直接選舉產生，任期為四年，連選可連任一次。雲林縣政府並置縣政會議，為縣政最高決策機構，在縣長及副縣長之下，設有18個內部單位、5個所屬一級機關、30個所屬二級機關、186所各級學校。
雲林縣縣長是雲林縣政府之行政首長，負責綜理縣政，並指揮、監督所屬職員及機構，現任縣長為中國國民黨籍的張麗善。
雲林縣議會是雲林縣的最高民意機關，代表雲林縣全體縣民立法和監察縣政府之施政。縣議員由公民直選選出，任期為四年，可連選連任。雲林縣議會共有43位縣議員，分別為第一選區10席縣議員、第二選區6席縣議員、第三選區9席縣議員、第四選區6席縣議員、第五選區7席縣議員、第六選區5席縣議員，議長、副議長由43位縣議員互選產生。

### 選民結構及政治勢力
雲林縣位於台灣中南部的嘉南平原，河川縱橫，乃全國農業產值最高縣市。然而，由於本縣第二、三級產業規模在西部各縣市中較小，因此長期面臨青壯年人口外移問題。本縣過去曾長年藍色執政，惟近年來已由藍翻綠。就選民結構而言，泛綠領先泛藍十幾個百分點左右。
雲林縣的地方派系勢力龐大，政治力量也較為複雜，主要分為四大派系，即林派、許派、廖派、福派。近年來，隨著林、許、廖、福派掌門人退出政壇，泛藍內部已漸漸由張榮味系統張派獨霸局面，在山線、海線都有一定基礎。
在過去，黨外力量亦曾經長期在地方政壇扮演重要角色，雲林縣也因此被認為是黨外力量發源地之一。本縣選舉史上，黨外香火不斷，自1950年代首屆省議員選舉起至1998年凍省，除第四、五屆省議員，雲林便一直產生黨外省議員。多位民運先驅，包括李萬居、廖文毅、蘇東啟、蘇洪月嬌皆來自本縣。2005年，泛綠更進一步入主縣府，基層勢力不斷發展壯大。傳統上，黨外及泛綠的票源在山線較為集中。
1950年10月25日，臺灣省調整行政區域，由原臺南縣政府民政局長曾紀文代理縣長職務。1951年，開始實施地方自治，首任民選縣長為吳景徽，自此，雲林縣共計舉行了十九屆的縣長選舉。經2022年雲林縣縣長選舉後，由中國國民黨籍的張麗善當選第19屆縣長。
雲林縣立法委員共分為二個選舉區，雲林縣第一選舉區（麥寮鄉、臺西鄉、東勢鄉、褒忠鄉、土庫鎮、虎尾鎮、四湖鄉、元長鄉、口湖鄉、水林鄉、北港鎮），雲林縣第二選舉區（崙背鄉、二崙鄉、西螺鎮、莿桐鄉、林內鄉、斗六市、大埤鄉、斗南鎮、古坑鄉），經2024年中華民國立法委員選舉後，雲林縣第十一屆立法委員第一選舉區是由中國國民黨籍的丁學忠當選；第二選舉區是由民主進步黨籍的劉建國當選。

### 司法暨檢察機關
臺灣雲林地方法院是雲林縣的司法機關，屬於普通法院，當地居民之民、刑訴訟和審理由該機關辦理，其上訴法院為臺灣高等法院臺南分院。臺灣雲林地方檢察署是雲林縣的檢察機關，為當地檢察官執行檢察事務之執行機關。

## 交通

### 鐵路

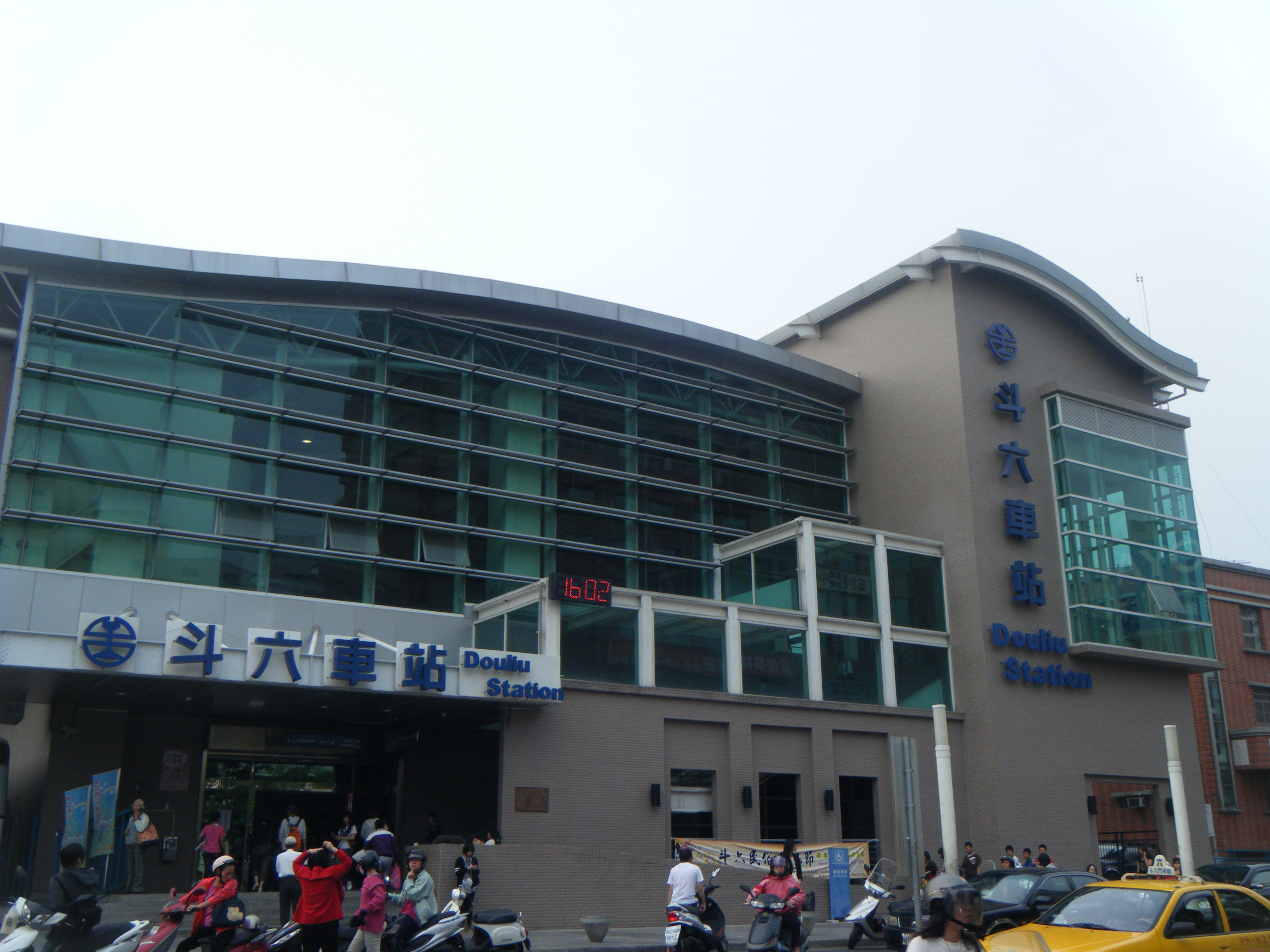
斗六車站

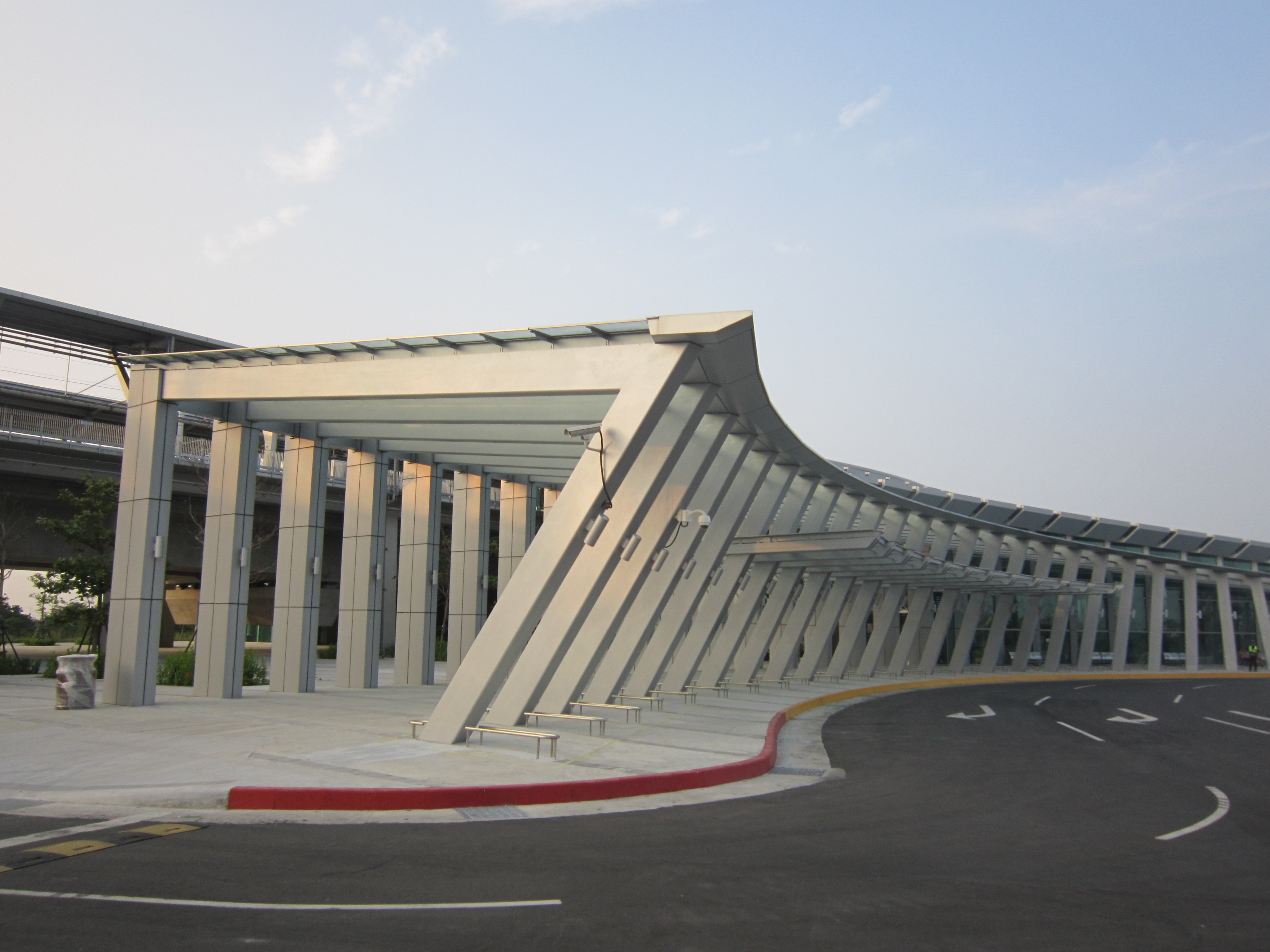
高鐵雲林站

- 雲林縣境內有臺灣鐵路的縱貫線經過，目前在縣內設有林內車站、石榴車站、斗六車站、斗南車站和石龜車站 5個站。經過斗六市的路線預計高架化，並在雲林縣政府前增設台鐵雲林站，也規劃新建台鐵捷運化虎尾支線，已列入前瞻計畫中[22]；斗南車站也將改建為跨站式站房，其斗南車站工程已完成[23]。

- 臺灣高鐵從該縣中部地區穿過，並在虎尾鎮北境的高鐵特定區設高鐵雲林站。

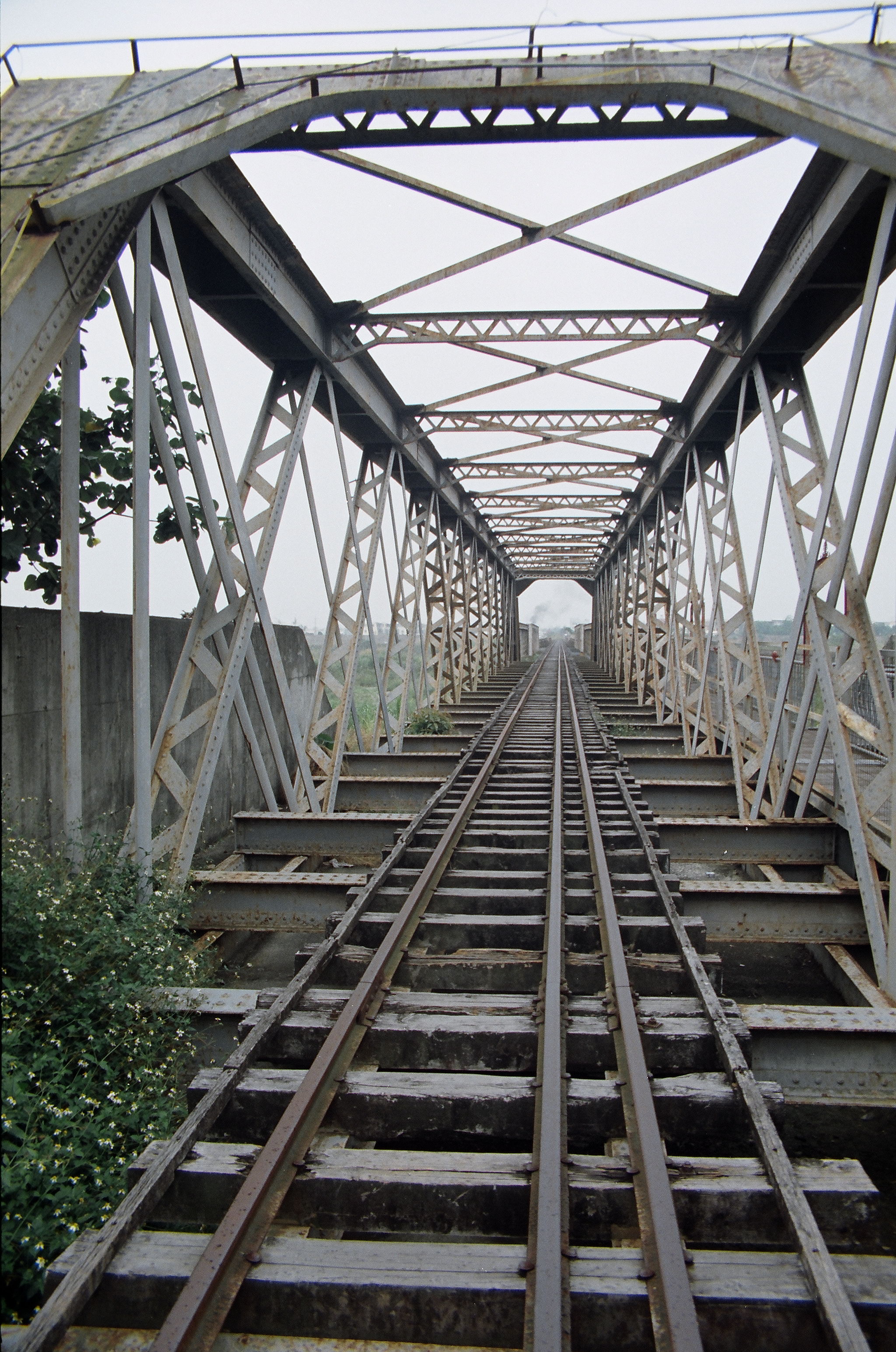
虎尾鐵橋

- 由於地理條件適合種蔗，雲林成為臺灣重要糖都；臺灣最後一條仍在運作的臺灣糖業鐵路——馬光厝線,俗稱虎尾鐵支路即位在該縣境內，目前以運蔗為主，前瞻計畫並納入將之恢復客運觀光。有經過縣境內的南北平行預備線（北港線、西螺線、大林廠際線）和全線皆在縣境內的「省鐵聯絡線」斗南線，以及原料線崙背線、貓兒干支線、龍岩支線、林內線、雲虎線、古坑支線等皆已停駛。

### 港口
- 麥寮工業專用港：六輕計劃之麥寮港，航道於中潮位時水深達24公尺，可供26萬噸級之船舶進出，將為臺灣最深之港口、第一座BOT由民間投資開發興建之工業專用港，也是臺灣首座民營興建港口，開發完成後年貨物吞吐量第一期可達6,000萬公噸，港域面積476公頃。目前共有20席專用碼頭，預計再興建10席公用碼頭。[24]

### 公車客運
- 台西客運（路網分部最廣）－雲林兩家傳統在地業者之一，縣內山線及平原區主要的公車路線營運者，於海線亦經營少數路線
- 嘉義客運（班次最多）－雲林兩家傳統在地業者之一，縣內海線，即北港地區(大致屬於原日本時代北港區的範圍-北港、水林、元長、褒忠、土庫、口湖、四湖、台西等地)主要的公車路線營運者，主要據點為北港站（原日本時代嘉義客運前身、北港在地客運業者「合興自動車」之場站）；於山線亦經營部分路線，主要接駛台西退出聯營釋出之路線及縣政府新闢、改制之雲林縣市區公車，在路網規模上雖與台西客運相當，但由於台西客運於部分地區退出聯營（如7704改制Y01市區公車，原台西客運之聯營班次改由嘉義客運行駛）及減班，再加上嘉義客運新闢數條市區公車路線，使得嘉義客運成為雲林縣公車車班數量最具規模的客運業者。
- 日統客運－主要縣內支線7011、7012站點為斗六、莿桐、西螺、二崙、崙背、麥寮
- 嘉義縣公車處－主要縣內站點為北港鎮，連結嘉義市及梅山鄉
- 員林客運－主要縣內站點為西螺鎮，分為北至中彰南至嘉市，南下營運臺1線省道
- 統聯客運－主要縣內站點為北港站、虎尾站、西螺站，目前受雲林縣政府請託代駛雲林縣市區公車101路、102路、201路（高鐵聯外快捷公車）共三條路線以及行駛雲林縣各大鄉鎮往返臺北以及高雄的長途國道客運。
- 台中客運－主要縣內站點為西螺、虎尾、斗南、四湖、二崙、崙背、北港、元長、(與台西客運聯營往臺中之路線)，斗六、林內往台中之路線由台西客運全車經營
- 國光客運－主要縣內站點為西螺鎮

### 公路交通
| | |
| 國道一號（中山高速公路） - 西螺交流道（西螺、莿桐、斗六）連結台1線 - 西螺服務區 - 虎尾交流道連結縣道145乙線斗六聯絡道（虎尾、莿桐、斗六、高鐵雲林站） - 斗南交流道（斗南、斗六、虎尾）連結台1線 - 雲林系統交流道（連接台78線） 國道三號（福爾摩沙高速公路） - 斗六交流道（斗六、林內） - 古坑交流道（古坑、斗六、斗南、大埔、荷苞） - 古坑系統交流道（連接台78線） - 台61線：西濱快速公路，西濱大橋~雲嘉大橋(212k+851~255k+100)。 - 台78線：東西向快速公路─臺西古坑線。 - 台1線彰化端經溪州大橋-西螺-莿桐-虎尾-斗南-嘉義端 - 台1丁線莿桐-斗六-斗南 - 台3線彰化端經彰雲大橋-林內-斗六-斗南-古坑-嘉義端 - 台17線彰化端經西濱大橋-麥寮-台西-四湖-口湖-嘉義端 - 台19線彰化端經自強大橋-二崙-崙背-褒忠-元長-北港-經北港大橋至嘉義端 | - 縣道141號（彰雲大橋~終點） - 縣道145號（西螺大橋~終點） - 縣道145甲線（起點~崙仔大橋） - 縣道145乙線(起點145線道新興交叉口)(終點莿桐大美台1丁線) - 縣道149號(~38K) - 縣道149甲線（起點~雲嘉隧道） - 縣道149乙線（~終點外湖） - 縣道153號 - 縣道153甲線 - 縣道154號 - 縣道154甲線 - 縣道154乙線 - 縣道155號 - 縣道156號（未來有二崙-西螺吳厝段拓寬計畫） - 縣道156甲線 - 縣道156乙線 - 縣道157號（起點~8K） - 縣道158號 - 縣道158甲線（起點~） - 縣道158乙線 - 縣道160號 - 縣道164號（起點~北港大橋） |
| | |

## 經濟產業

### 一級產業
- 雲林縣各鄉鎮名產或特色
  - 斗六市：絲瓜、茂谷柑、鳳梨、無花果、木瓜、番石榴（芭樂）
  - 斗南鎮：馬鈴薯、竹筍、紅蘿蔔、米糕
  - 林內鄉：木瓜、芋頭、紅肉蜜柚、坪頂茶葉、八色鳥、紫斑蝶
  - 古坑鄉：雲谷茶、苦茶油、咖啡、柳丁，其中古坑咖啡掀起臺灣咖啡熱潮。
  - 大埤鄉：酸菜、芥菜、蘭花，其中芥菜為醃漬酸菜之原料，大埤酸菜佔全國貨源約八成。
  - 莿桐鄉：楊桃、蒜頭、花生
  - 虎尾鎮：大蒜、花生、甘蔗、毛巾、布袋戲
  - 西螺鎮：西瓜、黑豆醬油、濁水米、蔬菜、麥芽酥糖、祖傳麻糬，其西螺果菜市場為全國大宗蔬菜批發地
  - 土庫鎮：牛蒡茶、蘆筍、薏仁粉、蒜頭、花生、花生油，其蒜頭占全國貨源約七至八成。
  - 褒忠鄉：甘蔗、稻米、花生、蕃薯、蘆筍、無子西瓜、蒜頭
  - 二崙鄉：稻米、蔬菜、香瓜、西瓜、毛豬
  - 崙背鄉：稻米、蔬菜、乳牛、洋香瓜、錦鯉
  - 麥寮鄉：美生菜、西瓜、毛豬
  - 臺西鄉：牡蠣、西瓜、文蛤
  - 東勢鄉：鴨、蕃薯、甘蔗、花生、紅蘿蔔
  - 北港鎮：媽祖廟、香菇肉羹、麻油、黑金剛花生以及花生油（源自元長鄉）
  - 元長鄉：稻米、花生、甘蔗、花生油、胡麻油、蒜頭
  - 四湖鄉：金瓜、西瓜、南瓜、火龍果、白蘿蔔、胡蘿蔔、高梁、蝦、鰻魚
  - 口湖鄉：吳郭魚、鱸魚、鰻魚、蝦、烏魚子、龍鬚菜、蚵仔、蛤俐
  - 水林鄉：蕃薯、蕃茄

雲林縣的漁業可分為養殖漁業和漁撈業，皆只限沿海麥寮鄉、臺西鄉、四湖鄉和口湖鄉。
麥寮鄉外海因有雲林離島式基礎工業區，已無發展捕撈漁業空間，居民僅能從事養殖漁業。
臺西鄉有夢幻沙灘；四湖鄉有三條崙港、箔仔寮港；口湖鄉有金湖港。養殖漁業多以淡水養殖業為主，分布於沿海四鄉。

### 二級產業
- 一般工業區
  - 斗六工業區
  - 豐田工業區
  - 元長工業區
  - 大將工業區
- 科技工業區
  - 雲林科技工業區
    - 大北勢園區
    - 竹圍仔園區
    - 石榴班園區

- 雲林離島式基礎工業區

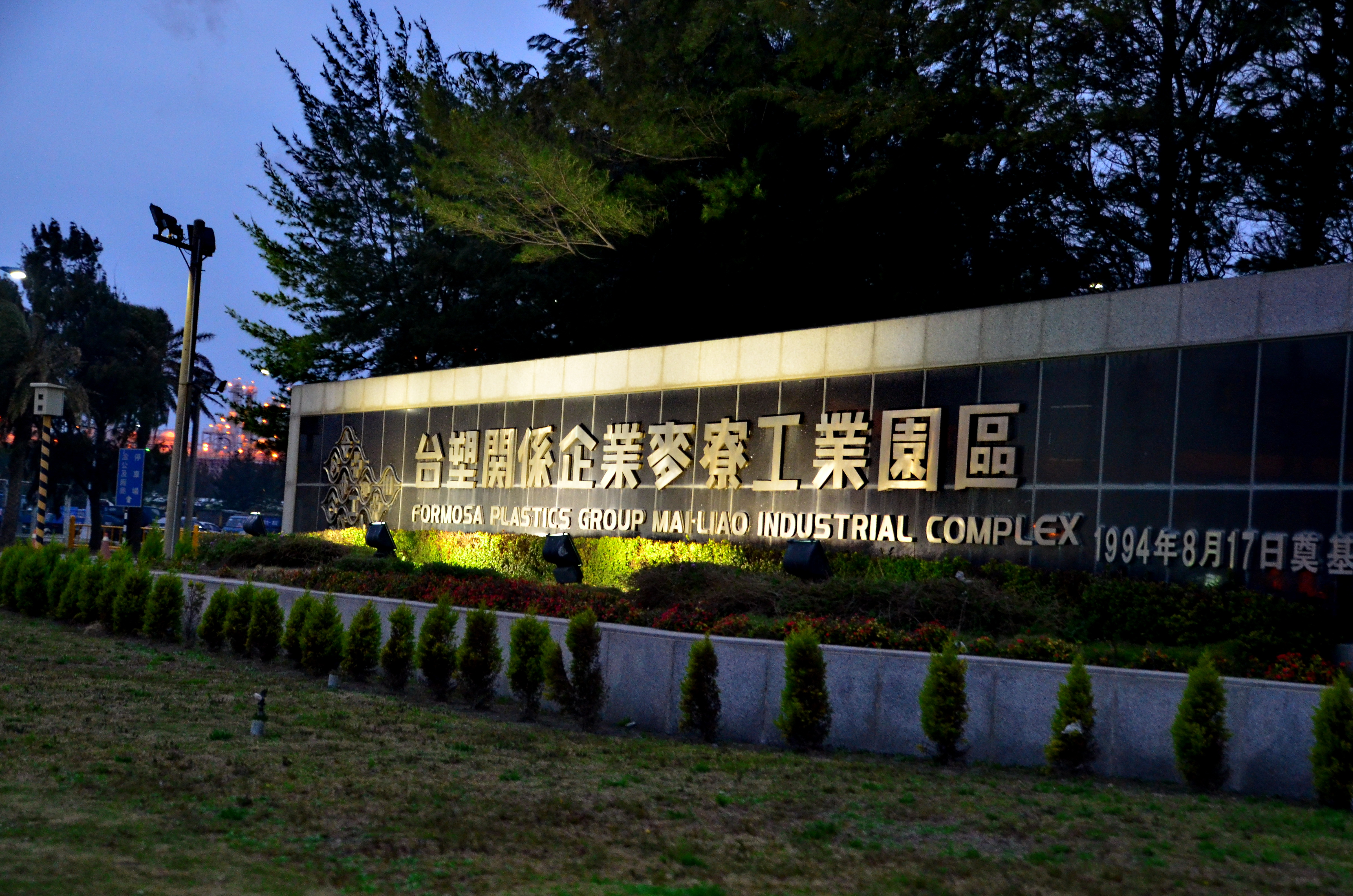
台塑關係企業麥寮工業園區

  - 麥寮區六輕工業區 (第六套輕油裂解廠)為台灣最大石化園區，然而稅制導致雲林並未直接受惠。
- 科學園區
  - 中部科學工業園區虎尾園區

## 文化與觀光

### 文學
在文學史及其論述方面，目前還沒有一本雲林地區文學史、文學發展、傳統文學之類的專書出現，比較相關的有：文訊雜誌社出版的「雲嘉南地區文學會議」論文集。雲林各鄉鎮市的文學發展，目前已有鄭定國教授及其研究生作系統性的研究。
博碩士論文有張宏誠〈臺灣解嚴後縣市文學獎研究(1987~2010)〉、李翠華〈雲林地區新詩之研究〉、葉美玲〈水林地區文學發展研究〉、陳翠茜〈古坑地區文學發展之研究〉、陳秋如〈土庫、元長地區文學發展之研究〉、楊清茂〈虎尾地區文學發展之研究〉、吳玉燕〈斗南及大埤地區文學發展之研究〉、〈口湖、四湖地區文學發展之研究〉、賴美燕〈斗六地區文學發展之研究〉、劉芳宜〈雲林縣地方傳說研究〉、張作珍〈北港地區傳統詩社研究〉、連泰宗〈莿桐與林內地區文學發展研究〉、郭麗琴〈西螺地區文學發展研究〉等；期刊論文則有江寶釵〈雲嘉地區的民間文學管見〉等。
推廣及贊助文學活動的基金會，目前有「雲林縣文化基金會」；目前還沒有一個全國性的文學社團。至於地方性的文學社團，目前已知有：「雲林縣青溪新文藝學會」。
雲林縣政府文化處每年頒發「雲林文化藝術獎」。
國立虎尾科技大學每年舉辦虎尾溪文學獎。分為學生組及社區組參與。
在雲林縣出生的作家、文學評論者有：丁旭輝、洪銘水、徐雁影（本名：徐弘）、張輝誠、彭小妍 。雲林縣籍作家有古蒙仁、侯惠仙、林雙不、季季、履彊、鄭寶娟、王邦雄及鍾文音等。在雲林縣出生的文學系教授有：李豐楙。

### 博物館、藝文展演空間
雲林縣境內被中華民國博物館學會列入2004年9月版的《臺灣博物館名錄》的博物館有：
- 斗六市：臺灣寺廟藝術館
- 古坑鄉：劍湖山博物館
- 四湖鄉：雲林縣四湖鄉農漁村生活文化館

藝文展演空間則有：
- 斗六市：雲林縣立文化中心演藝廳
- 斗六市：國立雲林科技大學藝術中心
- 土庫鎮：土庫鎮多功能文化展演館
- 崙背鄉：詔安客家文化館
- 北港鎮：雲林縣立北港文化中心
- 虎尾鎮：雲林故事館
- 虎尾鎮：雲林布袋戲館
- 二崙鄉：二崙故事屋
- 斗南鎮：他里霧文化園區

### 觀光工廠
- 斗六市：塔吉特千層蛋糕大使館、雅聞峇里海岸觀光工廠、大同醬油黑金釀造館、朝露魚舖觀光工廠、菓風巧克力工房、
- 斗南鎮：炎卿偶的家戲偶文創園區
- 大埤鄉：良作工場農業文創館
- 古坑鄉：蜜蜂故事館、耐斯蘿莎玫瑰莊園、福祿壽觀光酒廠
- 西螺鎮：瑞春醬油觀光工廠、丸莊醬油觀光工廠、佛美神仙故事館
- 虎尾鎮：興隆毛巾觀光工廠、奶奶的熊毛巾觀光工廠、金鵬巾緻毛巾親子館、澄霖味道森林館
- 土庫鎮：樂米工坊、源順芝麻觀光工廠
- 崙背鄉：千巧谷牛樂園牧場、悠紙生活館
- 麥寮鄉：晁陽綠能園區
- 北港鎮：北港春生活館

- 口湖鄉：台灣鯛生態創意園區、沐藝家DIY休閒觀光工廠、馬蹄蛤主題館、口湖海中保-傳統烏魚子觀光工廠

### 古雲林八景
- 古雲林八景：《雲林縣采訪冊》中，選出了古雲林八景（目前大多已不在現今的雲林縣境內）
  - 「龍門湧月」 在沙連堡外觸口清水溪、濁水溪會流處，現竹山、林內交界處，南雲大橋附近。
  - 「鳳麓飛煙」 在沙連堡大坪頂鳳凰山。現南投縣鹿谷鄉鳳凰山，附近為知名烏龍茶產地"凍頂"。
  - 「獅巖春曙」 在鯉魚頭堡獅仔頭山，應為今南投縣魚池鄉獅頭山。
  - 「鹿社秋光」 在沙連堡鹿株大山。
  - 「虎溪躍渡」 在斗六堡虎尾溪。今斗六市舊虎尾溪。
  - 「象渚垂虹」 在沙連堡象鼻山下。
  - 「珠潭映日」 舊屬沙連，後隸埔裏社廳水社日月潭；即「彰志」所謂「珠潭浮嶼」，今之日月潭及潭中之拉魯島。
  - 「玉嶂流霞」 在沙連堡八通關，即今南投縣八通關古道上，玉山八通關大草原。

### 法定文化資產
此僅列出雲林縣較知名的文化資產代表：
- 國定古蹟：
  - 北港朝天宮-國定古蹟，全國300餘間媽祖廟總廟

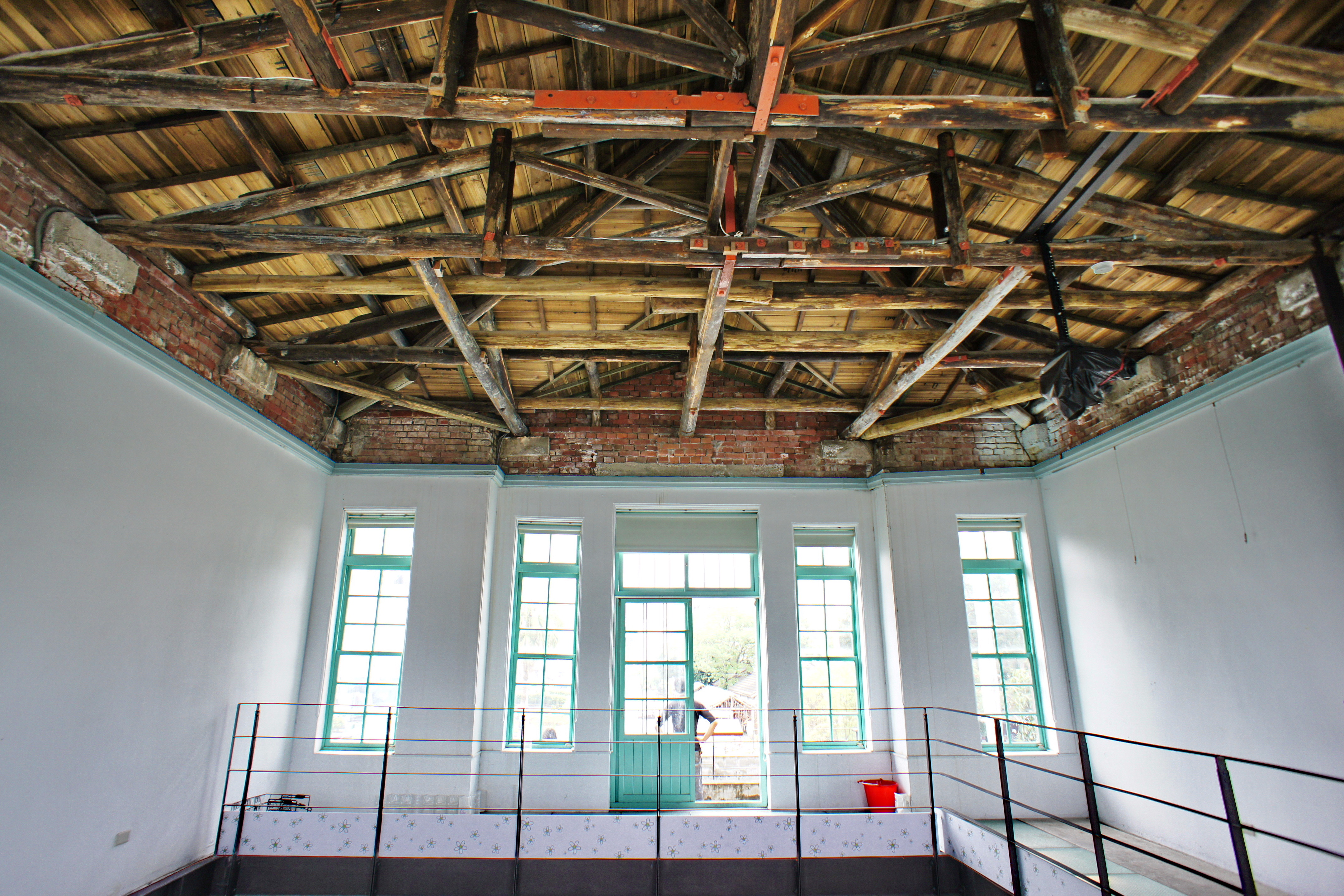
斗六行啟記念館的傳統木結構屋架

  - 麥寮拱範宮
- 縣定古蹟：
  - 西螺廣福宮
  - 西螺張廖崇遠堂
  - 西螺振文書院
  - 北港義民廟
  - 土庫順天宮
  - 二崙分駐所
  - 斗六真一寺
  - 斗六行啟記念館
  - 大埤三山國王廟
  - 濁水水利發電所
  - 口湖下寮萬善同歸塚
  - 虎尾涌翠閣（日治虎尾招待所）
- 國定重要無形文化：
  - 北港朝天宮迎媽祖
  - 口湖牽水(車藏)
  - 雲林六房媽過爐
  - 馬鳴山五年千歲大科
  - 北港進香
- 國定傳統藝術：
  - 布袋戲
  - 麥寮神像木雕

### 民間人文
- 西螺廣福宮老大媽閏年繞境
- 螺陽迎太平-太平媽祖文化祭西螺媽祖繞境大會香
- 西螺七嵌武術
- 虎尾中元文化祭
- 雲林武藝文化
- 褒忠大廍花鼓陣（臺灣花鼓陣的發源地）
- 臺西海口腔（雲林海口腔）
- 詔安客
- 開口獅
- 北港牛墟文化
- 北港糊紙
- 麥寮金獅陣
- 北港迎媽祖
- 馬鳴山鎮安宮五年到科
- 口湖牽水狀
- 六房天上聖母過爐慶典（六房媽過爐）
- 五股開臺尊王過爐大典
- 吃飯擔
- 白沙屯媽祖往北港徒步進香
- 大甲媽祖遶境進香行經雲林縣西螺二崙虎尾土庫元長
- 北港燈會

### 信仰中心

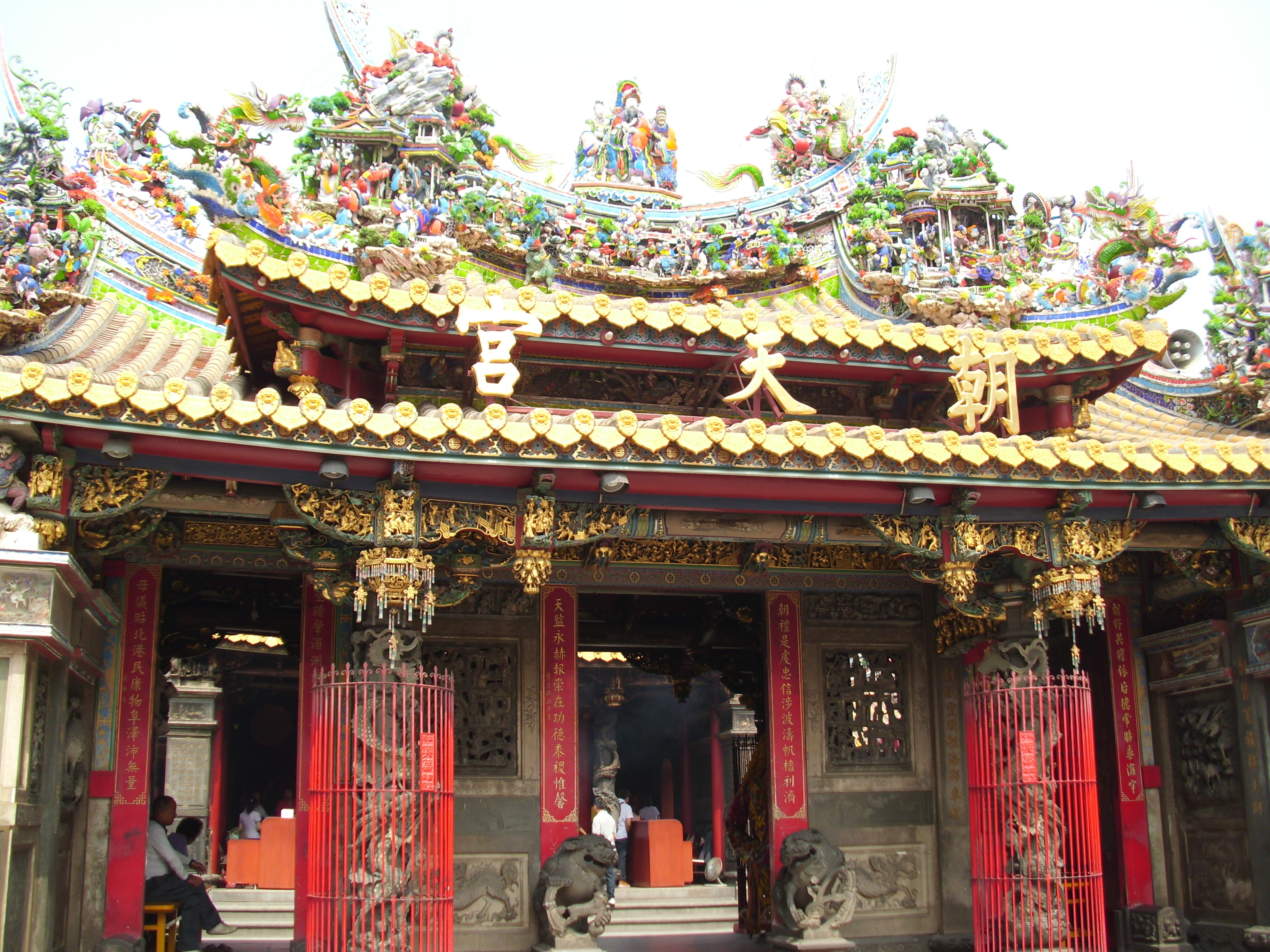
國定古蹟 北港朝天宮

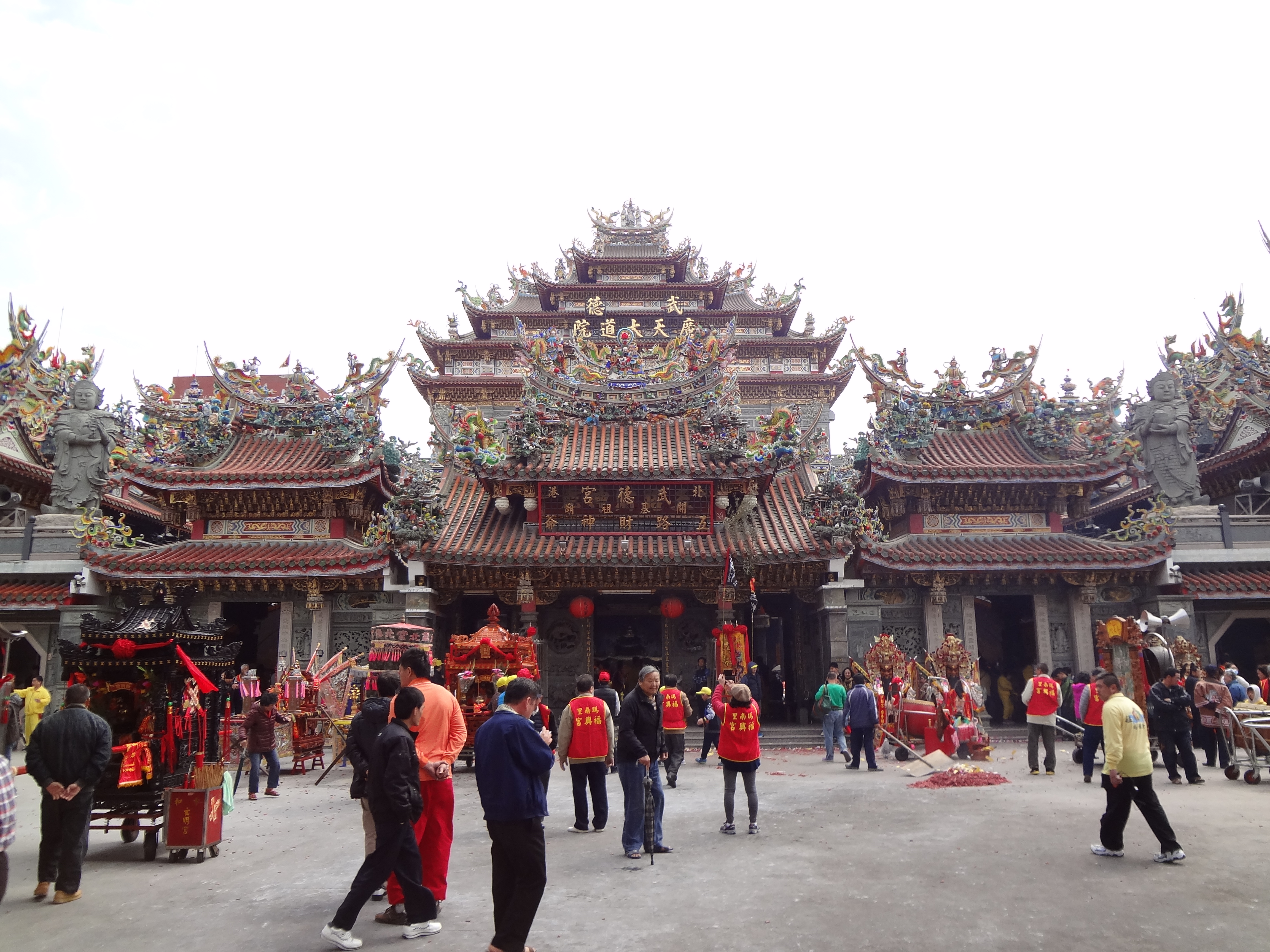
北港武德宮

- 北港朝天宮：俗稱北港媽，於1694年肇建，北港媽祖遶境活動，一年總共進行兩次，還有五光十色的藝閣遊行，在2011年被指定為國家重要民俗的「北港朝天宮迎媽祖」。
- 馬鳴山鎮安宮：全台五年千歲開基祖廟。
- 五條港安西府：全國所有張李莫千歲廟的祖廟，海內外分靈有三千多處。
- 麥寮拱範宮：全國分靈廟宇約有四千餘間，每年媽祖誕辰皆有信徒前來朝拜。
- 北港武德宮：香火最盛的財神廟之一。
- 崙背奉天宮：崙背鄉內歷史最悠久的廟宇。主祀天上聖母。
- 鹽園順天宮：主祀關聖帝君。
- 石榴班長和宮-天上聖母斑鳩媽：肇建於明末清初，亦有言始於康熙六年(西元1666年)迄今350餘年，供奉主神天上聖母『斑鳩媽』。
- 湖山寺：創建於1725年，斗六市的觀音寺。
- 虎尾德興宮：主祀池府王爺，虎尾鎮的信仰中心。
- 斗六南聖宮：鸞堂體制的關帝廟。
- 古坑靈台山建德寺地母廟
- 崙前順天宮：主祀朱府千歲與天上聖母。
- 土庫順天宮：主要奉祀媽祖。因香火鼎盛所以有「北港顯，土庫定」、「土庫媽祖應外香」等俗諺。
- 土庫順安宮：主祀天上聖母，創建於1821年。
- 大埤三山國王廟
- 斗南順安宮：俗稱斗南媽祖廟，創建於清乾隆元年（1736年）。
- 四湖参天宮：主祀關聖帝君，已有三百多年歷史
- 西螺廣福宮老大媽：創立於清1764年，在地人稱「新街廟」，百年來，每逢閏年即出巡繞境。
- 西螺福興宮西螺媽祖太平媽：西元1717（康熙56年）來台，已有三百多年歷史，在地人稱「媽祖宮」，每年農曆三月請示該年度是否繞境大會香，繞行古螺陽地區，時間長達16天，在秋收後繞境，為全台灣時間最長，唯一在秋天的媽祖繞境，也是每年大甲媽祖遶境進香駐駕地點之一。
- 三條崙海清宮：被視為臺灣供奉包公的祖廟。
- 虎尾持法媽祖廟：全國最美的媽祖廟之一。
- 虎尾寺：虎尾鎮的名勝古剎，創建於1917年。
- 北港基督長老教會：創建於1911年，為臺灣超過百年的教會之一。
- 斗六新興宮：每年農曆三月時與斗六受天宮輪流舉辦斗六媽祖文化祭，也與斗六市的受天宮、長和宮、天聖宮為主要的四間媽祖廟。
- 臺西溪頂昭安府

### 量販店
- 家樂福：斗六店、虎尾店、北港店
- 大潤發：斗南店
- 全聯福利中心：每一鄉鎮市都皆有一間以上之分店，其中斗六市莊敬路設有二代店、鎮南路設有雲林縣最大分店
- 小北百貨：斗六市西平路及民生路皆有一家分店，其他則分別位於虎尾鎮林森路，西螺鎮中山路，斗南鎮延平路

### 觀光旅遊
- 古坑草嶺風景區
- 古坑萬年峽谷
- 古坑樟湖風景區
- 古坑綠色隧道
- 華山風景區
- 古坑華山咖啡
- 古坑福祿壽酒廠（酒博物館）
- 劍湖山世界
- 詔安客家文化館 （页面存档备份，存于）
- 斗六棒球場
- 斗六圓環
- 斗六太平老街
- 千巧谷牛樂園牧場
- 斗六三好人文國際酒店-由臺灣米業龍頭「三好米」領軍，耗資20億新建於104年底完工。
- 斗六人文公園2017台灣燈會主燈展示處
- 斗六人文公園夜市
- 貓兒干生態教育農園
- 虎尾糖廠及糖廠公園（同心公園）
- 臺西國際彩繪村
- 西螺大橋
- 西螺佛美故事館-為國內首成立宗教館之一
- 西螺延平老街-多部電視劇及電影拍攝地點，如天台，陣頭，熱海戀歌，哇!陳怡君等。
- 西螺東南夜市
- 鄧麗君出生地文化園區
- 雲林文學步道
- 虎尾拜五夜市
- 三條崙海水浴場
- 雲林縣立樟湖生態國民中小學
- 湖山水庫
- 鈺芷紅綠燈
- 大埤第一家鹽酥雞

### 夜市文化
縣內主要大型夜市匯集區域
- 斗六市：成功夜市(每周六及周三)成功二街上、斗六觀光夜市（每周六及周二）鎮南路往嘉東腳路，雲林太子宮正對面
- 虎尾鎮：拜五街夜市(每周五及週三)光復路上
- 西螺鎮：東南夜市(每周日)東南路與福來路口
- 斗南鎮:斗南夜市(每周六)中興路(斗南往土庫方向)
- 莿桐鄉：莿桐夜市（每週五）南安路上
- 北港鎮:同仁夜市(每週三、六、日)(星期日攤位較少)文仁路

### 定期舉辦之文化活動
- 雲林國際偶戲節初期於斗南舉辦，近期則為虎尾農博園區、布袋戲館
- 北港燈會
- 雲林詔安客家文化節

### 定期舉辦之會展活動
- 雲林農機展於虎尾高鐵園區

### 承辦過的大型展演活動
- 2013雲林農業博覽會（2013年12月25日至2014年3月6日）
- 2017年臺灣燈會吉鳴雲揚（2017年2月7日至2017年2月19日）

## 教育
雲林縣的教育發展方面，全縣公、私立大專院校共有7所（計入校本部不在縣境內者），高級中等學校有21所，國民中學有41所，國民小學有150餘所。
學前教育在縣內發展較為不均，如私立幼兒園方面，96學年度時，褒忠鄉僅有1所，縣治斗六市卻高達24所。

### 各級學校

#### 大專院校
| # | 學校名稱                      | 學校地址                           |
| 1 | 國立雲林科技大學              | 雲林縣斗六市大學路三段123號        |
| 2 | 國立虎尾科技大學              | 雲林縣虎尾鎮西安里文化路64號       |
| 3 | 中華科技大學 （古坑分部）     | 雲林縣古坑鄉崁腳村南昌6之26號      |
| 4 | 中國醫藥大學 （北港分部）     | 雲林縣北港鎮新德路123-1號          |
| 5 | 國立臺灣大學 （雲林校區）     | 雲林縣虎尾鎮學府路95號（籌備中）   |
| 6 | 國立臺灣海洋大學 （北港校區） | 雲林縣北港鎮（无进展）             |
| 7 | 國立虎尾科技大學 （興中校區） | 雲林縣虎尾鎮興中里建成路（籌備中） |

#### 高級中等學校
| #  | 學校名稱                       | 學校類型 | 學校地址                          |
| 1  | 國立斗六高級中學               | 普通型   | 雲林縣斗六市信義里民生路224號     |
| 2  | 國立虎尾高級中學               | 普通型   | 雲林縣虎尾鎮東仁里光復路222號     |
| 3  | 國立北港高級中學               | 普通型   | 雲林縣北港鎮新街里成功路26號      |
| 4  | 雲林縣立斗南高級中學           | 普通型   | 雲林縣斗南鎮西岐里中山路212號     |
| 5  | 雲林縣立麥寮高級中學           | 普通型   | 雲林縣麥寮鄉中興路310號           |
| 6  | 雲林縣私立正心高級中學         | 普通型   | 雲林縣斗六市虎溪里正心路1號       |
| 7  | 雲林縣私立永年高級中學         | 普通型   | 雲林縣土庫鎮越港里建國路13號      |
| 8  | 雲林縣私立揚子高級中學         | 普通型   | 雲林縣虎尾鎮穎川里林森路二段541號 |
| 9  | 雲林縣私立巨人高級中學         | 普通型   | 雲林縣北港鎮樹腳里大同路647號     |
| 10 | 雲林縣私立義峰高級中學         | 技術型   | 雲林縣林內鄉長源路201號           |
| 11 | 雲林縣私立文生高級中學         | 普通型   | 雲林縣四湖鄉中正路509號           |
| 12 | 雲林縣私立福智高級中學         | 普通型   | 雲林縣古坑鄉平和路20號            |
| 13 | 雲林縣私立維多利亞實驗高級中學 | 普通型   | 雲林縣斗六市嘉東里鎮南路1110號    |
| 14 | 國立斗六高級家事商業職業學校   | 技術型   | 雲林縣斗六市仁愛里成功路120號     |
| 15 | 國立虎尾高級農工職業學校       | 技術型   | 雲林縣虎尾鎮公安里博愛路65號      |
| 16 | 國立西螺高級農工職業學校       | 技術型   | 雲林縣西螺鎮大園里大同路4號       |
| 17 | 國立北港高級農工職業學校       | 技術型   | 雲林縣北港鎮新街里太平路80號      |
| 18 | 國立土庫高級商工職業學校       | 技術型   | 雲林縣土庫鎮順天里中央路2號       |
| 19 | 雲林縣私立大成高級商工職業學校 | 技術型   | 雲林縣虎尾鎮平和里成平街21號      |
| 20 | 雲林縣私立大德高級工商職業學校 | 技術型   | 雲林縣斗南鎮小東里大同路400號     |
| 21 | 國立雲林特殊教育學校           | 特殊教育 | 雲林縣斗南鎮西伯里新崙路100號     |
| 22 | 雲林縣立蔦松藝術高級中等學校   | 單科型   | 雲林縣水林鄉松北村1之1號          |

## 醫療
- 國立成功大學醫學院附設醫院斗六分院
- 國立臺灣大學醫學院附設醫院雲林分院（縣政府旁）/雲林分院虎尾院區（位於高鐵園區））
- 中國醫藥大學北港附設醫院
- 雲林長庚紀念醫院
- 天主教若瑟醫院
- 彰基醫療體系雲林基督教醫院
- 佛教慈濟醫療財團法人斗六慈濟醫院
- 斗南天主教福安醫院

## 體育
雲林縣立體育館為雲林縣最大型的室內體育場館，和雲林縣國民運動中心都坐落於斗六市。虎尾全民運動館已動工興建，預計2025年完工啟用。
- 2011年中華民國全國運動會，雲林縣獲得10面金牌、8面銀牌及8面銅牌，在全國22個縣市參賽隊伍中排名第11名，獎牌總數共有73面，全國排名第14名。

### 引用
1. ↑  台灣史料研究 第29期，吳三連台灣史料基金會，2007
2. ↑  . 想想論壇. 2013-11-15  [2018-09-09]. （原始内容存档于2021-04-14） （中文）.
3. ↑  鄒家彥. . BuzzOrange. 2018-03-08  [2018-09-09]. 原始内容存档于2018-09-09 （中文）.
4. ↑  張志遠. . 臺北縣新店市: 遠足文化. 2007年9月: 118－119頁. ISBN 978-986-6731-00-6.
5. ↑  黃阿有. . 台灣文獻. 2003-12, 54 (4): 93–122.
6. ↑  陳宗仁. . 台灣史研究 (中研院台灣史研究所). 2020-09, 27 (3): 1–42  [2023-03-22]. （原始内容存档于2023-03-20）.
7. ↑  編纂組 (编). . 台灣文獻 (國史館台灣文獻館). 1975-06, 26 (2): 241–254.
8. 1 2  .   [2016-06-27]. （原始内容存档于2016-05-30）.
9. ↑  臺灣的古圳道 王萬邦/著 ISBN 978-957-28561-0-9 2003年4月出版
10. ↑  雲林縣政府. . 雲林縣政府全球資訊網.   [2023-01-22]. （原始内容存档于2023-06-05） （中文（臺灣））.
11. ↑  雲林縣政府. . 雲林縣政府全球資訊網.   [2023-01-22]. （原始内容存档于2023-01-05） （中文（臺灣））.
12. ↑  雲林縣議會. . 雲林縣議會全球資訊網.   [2023-01-22]. （原始内容存档于2023-02-04） （中文（臺灣））.
13. ↑  《台灣與大陸政治評論集》，林清察，2006年
14. 1 2 3  《台灣地方派系與權力結構》，王建民，2003年。
15. ↑  中選會資料庫網站的存檔，存档日期2004-09-08.，中央選舉委員會
16. ↑  雲林縣選民結構分析，雲林縣主計處
17. ↑  中華民國立法院. . 立法院全球資訊網.   [2024-02-19]. （原始内容存档于2024-02-19） （中文（臺灣））.
18. ↑  中華民國立法院. . 立法院全球資訊網.   [2024-02-19]. （原始内容存档于2024-03-01） （中文（臺灣））.
19. ↑  . 臺灣高等法院臺南分院.   [2022-08-21]. （原始内容存档于2022-08-21） （中文（臺灣））.
20. ↑  . 臺灣雲林地方檢察署. 2022-12-20  [2023-01-22]. （原始内容存档于2023-03-22） （中文（臺灣））.
21. ↑  林靜盛. . 蘋果日報. 2017-04-10  [2018-02-12]. （原始内容存档于2020-05-10）.
22. ↑  . 雲林縣政府新聞處. 2020-09-05  [2020-09-05]. （原始内容存档于2022-06-09）.
23. ↑  .   [2022-01-11]. （原始内容存档于2022-06-09）.
24. ↑  臺灣文學館出版《2007 臺灣文學年鑑》的「文學活動基金會」名錄。
25. ↑  臺灣文學館出版《2007 臺灣文學年鑑》的「文學團體」名錄。
26. ↑  臺灣文學館，「2007臺灣作家作品目錄」搜尋系統。
27. ↑  . 雲林縣政府. 2007-02-08  [2018-02-12]. （原始内容存档于2018-02-12）.
28. ↑  .   [2016-08-24]. （原始内容存档于2016-08-13）.

### 書籍
- 丁瑞瀅，《雲林縣采訪冊》與雲林文學 [永久] ， 2002年5月
- 仇德哉，《雲林縣志稿．卷首．疆域篇》，雲林縣文獻委員會，1977年4月，頁15至6。
- 雲林縣政府主編《雲林縣發展史（上）》，雲林縣政府，1997年12月，頁1-42
- 何鳳嬌編，《臺灣省參議會資料彙編-行政區域規劃》，國史館，2001年

## 外部連結
- 雲林縣政府全球資訊網 （页面存档备份，存于）
- 雲林縣政府的Facebook專頁
- YouTube上的雲林縣政府頻道
- 雲林縣文化旅遊網 （页面存档备份，存于）